# Filónome (hija de Níctimo)
En la mitología griega, Filónome o Filonomea (en griego antiguo: Φυλόνομη) era la única hija de Arcadia y Níctimo, rey de Arcadia. Formaba parte del séquito de Artemisa, con la que recorría los bosques en busca de caza. En una de estas correrías fue seducida por Ares, que se había disfrazado de pastor. Habiéndose quedado embarazada tras esta relación huyó al bosque de Erimanto, donde dio a luz a dos gemelos, a los que arrojó al río por miedo a su padre. Los recién nacidos fueron arrastrados hasta una encina hueca, donde se escondía una loba que los amamantó junto a su camada. Los niños sobrevivieron gracias al animal hasta que fueron encontrados por el pastor Télefo o Gilifo, que los adoptó y les dio los nombres de Parrasio y Licasto. Con el paso de los años y tras la metamorfosis de Arcas, los dos niños heredaron el trono de su abuelo.